# 31. domobranski pehotni polk (Avstro-Ogrska)
Za druge 31. polke glejte 31. polk.
31. domobranski pehotni polk (nemško k.k. Landwehr Infanterie Regiment Nr. 31) je bil pehotni polk avstro-ogrskega Domobranstva.

## Zgodovina
Polk je bil ustanovljen leta 1901. 

### Prva svetovna vojna
Polkovna narodnostna sestava leta 1914 je bila sledeča: 37% Nemcev, 33% Čehov, 27% Poljakov in 1% drugih.
Naborni okraj polka je bil v Cieszynu in Vadovicah, pri čemer so bile polkovne enote garnizirane v Cieszynu.

## Poveljniki polka
- 1914: Emil Maculan[1]